# Johann Christian Bach
Johann Christian Bach (Leipzig, 5 de septiembre de 1735 - Londres, 1 de enero de 1782) era uno de los veinte hijos del compositor alemán Johann Sebastian Bach. Era conocido como "el Bach milanés" o "el Bach londinense".

## Biografía
Johann Christian Bach era el undécimo hijo de Johann Sebastián Bach y Anna Magdalena Bach.
Atraído por la música, como sus otros hermanos, recibió formación musical y de composición de su padre, quien debido a su carácter infantil y juguetón solía decir (en broma) de él, tal como contó su medio hermano paterno Friedemann a su biógrafo: "El más pequeño seguramente se abrirá paso en la vida por sus tonterías" o "Mi Christian es tonto, por eso algún día tendrá fortuna en el mundo". Él, por su parte, solía llamar a su padre "viejo peluca" en referencia a su apego por las formas musicales ya anticuadas en su época (cánones, fugas, contrapunto...); en alguna ocasión, ya adulto, él mismo reconoció que (debido a su complejidad) no estaba capacitado para interpretar mucho de lo que su padre había escrito.
A la muerte de su padre en 1750, se quedó en Leipzig con su madre Anna Magdalena Bach y sus hermanas pequeñas: en la herencia recibió de su padre tres claves con pedales. Ese mismo año partió a Berlín para completar su formación musical en casa de su medio hermano berlinés, Carl Philipp Emanuel.

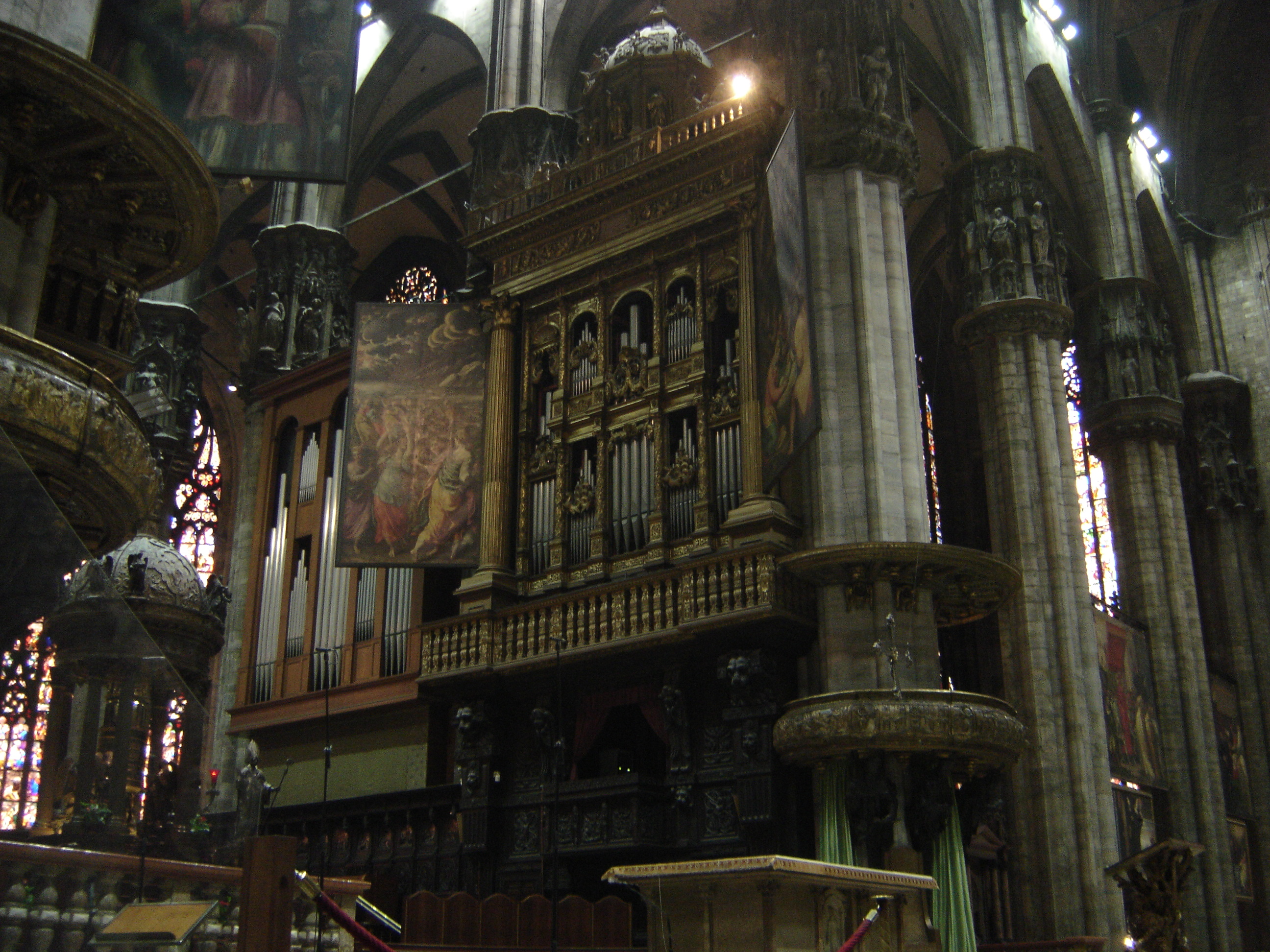
El órgano de la catedral de Milán.

Descubrió el estilo italiano y, deseoso de profundizar en su gusto, marchó a Milán a casa del conde Agostino Litta, cambió su nombre por el de Giovanni Christiano y se convirtió al catolicismo. Se le encuentra en 1757 en Bolonia como alumno del Padre Martini y luego en el año 1760 de organista de la catedral de Milán. A diferencia de los miembros de su familia, todos ellos centrados en la música instrumental y sacra, Johann Christian cultivó la ópera, género con el que se familiarizó durante su estancia en Italia. Artaserse (1760) fue su primera incursión en el teatro, a la que siguieron Catone in Utica (1761),  Alessandro nell’Indie (1762), Orione (1763) y Adriano in Siria (1765).
El King's Theatre de Londres le llamó en 1762. Dos años más tarde, Johann Christian obtuvo el puesto de maestro de música de la reina Sofía Carlota. Se estableció en Londres, donde viviría hasta su muerte. El modelo italiano le influyó para sus once óperas, en las que huye de todo dramatismo para imponer un estilo galante de bellas melodías muy del gusto de la época.
En 1764 entabló relación con el todavía niño Wolfgang Amadeus Mozart, a quien tuvo en sus rodillas y sobre el que ejerció una influencia decisiva, quedando a la vez asombrado de sus dotes. Mozart, quien entonces tenía sólo ocho años de edad, arregló las sonatas opus 5 (n.º 2, 3 y 4) de Johann Christian Bach como conciertos para piano (K. 107). Mozart rendirá homenaje finalmente al maestro alemán al citar una de sus obras líricas (la obertura de La Calamitá die cuori) en el andante de su concierto en La mayor (K. 414), compuesto poco después de la desaparición de Johann Christian Bach.
Estuvo en Mannheim en 1772, donde compuso una ópera para el teatro de la ciudad, Temistocle, luego en 1776 una nueva ópera, Lucio Silla, con un libreto utilizado igualmente por Mozart. Ese mismo año participó en Londres en el concierto inaugural del Masonic Hall. El 23 de mayo, en compañía de Carl-Friedrich Abel es recibido como masón en la logia de Las nueve musas.
En 1778, Johann Christian Bach recibe un encargo de París para una ópera (Amadis de Gaule) que no tuvo el éxito esperado. El 15 de junio de ese mismo año, es recibido como "Compañero" y nombrado "Maestro" en la logia masónica de Londres.
Sus últimos años fueron difíciles: murió en Londres el 1 de enero de 1782, lleno de deudas, que la reina pagó. Aunque se casó a principios del año 1773 con una cantante italiana, Cecilia Grassi, no se le conoce descendencia.

## Obra
Es autor de una extensa obra musical: música sacra, sinfonías, música de cámara y conciertos para piano.
Johann Christian Bach es uno de los primeros clavecinistas que tocó un pianoforte y que compuso para este nuevo instrumento.
Las óperas que compuso son las siguientes:
- Artaserse (libreto de Pietro Metastasio, revisado por Vittorio Amedeo Cigna-Santi), ópera seria en tres actos, estrenada en Turín en el año 1760.
- Catone in Utica (libreto de Metastasio), ópera seria en tres actos, estrenada en el Teatro San Carlos de Nápoles en el año 1761.
- Alessandro nell'Indie (libreto de Metastasio), ópera seria en tres actos, estrenada en el Teatro San Carlos de Nápoles el 20 de enero de 1762.
- Orione o sia Diana vendicata (libreto de Giovanni Gualberto Bottarelli), ópera seria en tres actos, estrenada en el King's Theatre de Londres el 19 de febrero de 1763.
- Zanaïda (libreto de Bottarelli), ópera seria en tres actos estrenada en el King's Theatre de Londres en el año 1763.
- Ezio (libreto de Metastasio), ópera seria en tres actos estrenada el 24 de noviembre de 1764 en el King's Theatre de Londres; pastiche en que la música también se debió a Galuppi, Majo, Pescetti y Vento.
- Galatea (libreto de Metastasio), serenata en dos partes, estrenada en 1764 en Londres (perdida).
- Adriano in Siria (libreto de Metastasio), ópera seria en tres actos, estrenada en el King's Theatre de Londres en 1765.
- Carattaco (libreto de Bottarelli), ópera seria en tres actos, estrenada en el King's Theatre de Londres en 1767.
- The Fairy Favour (libreto de Thomas Hull), Masque en un acto, estrenado en Londres en 1767 (perdido).
- Temistocle (libreto de Metastasio, revisado por Mattia Verazi), ópera seria en tres actos, estrenada el 5 de noviembre de 1772 en Mannheim.
- Endimione (libreto de Metastasio), serenata en dos partes, estrenada en 1772 en el King's Theatre de Londres.
- Lucio Silla (libreto de Giovanni de Gamerra, revisado por M. Verazi), ópera seria en tres actos, estrenada el 4 de noviembre de 1774 en Mannheim.
- La clemenza di Scipione, ópera seria en tres actos estrenada el 4 de abril de 1778 en el King's Theatre de Londres.
- Amadis de Gaule/Amadis des Gaules (libreto de Philippe Quinault, revisado por Alphonse-Denis-Marie de Vismes de Saint-Alphonse), tragédie lyrique en tres actos, estrenada el 14 de diciembre de 1779 en la Grand Opéra de París.